# 제프 맥닐
제프 맥닐(Jeff McNeil, 1992년 4월 8일 ~ )는 미국의 야구 선수로, 메이저 리그에 소속되어 있는 뉴욕 메츠의 야구 선수이다.